# Мушкетные войны
Мушкетные войны (англ. Musket Wars) — серия из более чем трёх тысяч военных походов и сражений, происходивших между различными племенными группами маори между 1807 и 1845 годами, главным образом на Северном острове Новой Зеландии. Толчком к конфликту стало распространение среди маори огнестрельного оружия — мушкетов (точнее, ружей, поскольку к XIX веку мушкеты давно уже вышли из употребления).
Северные племена, в частности, давние соперники Нгапухи (Ngapuhi) и Нгати Фатуа (Ngāti Whātua), первыми получили от британцев огнестрельное оружие и, используя его в междоусобных войнах, нанесли друг другу и соседним племенам значительный урон. В дальнейшем конфликт распространился по всей территории Новой Зеландии и практически все племена маори участвовали в межплеменных войнах, нападая на соседей или обороняясь от атак других племён. Всего в этих войнах погибло, по разным оценкам, от 18 500 до 20 000 маори, а также 1636 мориори, убитых на островах Чатем при вторжении маорийских племён Нгати Мутунга и Нгати Тама. Десятки тысяч маори из потерпевших поражение племён были порабощены, ряд племён маори понесли потери, сильно сократившие их численность, а некоторые племена маори на Новой Зеландии и народ мориори на архипелаге Чатем были почти полностью истреблены. Выжили только те племена маори, которые смогли обзавестись огнестрельным оружием в достаточном для обороны количестве. Эти войны часто рассматриваются как пример «фатального воздействия» контактов коренных народов с европейцами.
Но, помимо людских потерь, у «мушкетных войн» существовала и другая сторона — благодаря обладанию большим арсеналом огнестрельного оружия племенам маори удалось перед лицом британской экспансии в значительной мере отстоять свои имущественные и неимущественные права, включая права на земли. Согласно договору Вайтанги маори получили полное юридическое равноправие с британскими подданными. И то, и другое было уникальным достижением для коренных народов британских колоний.

## Историография

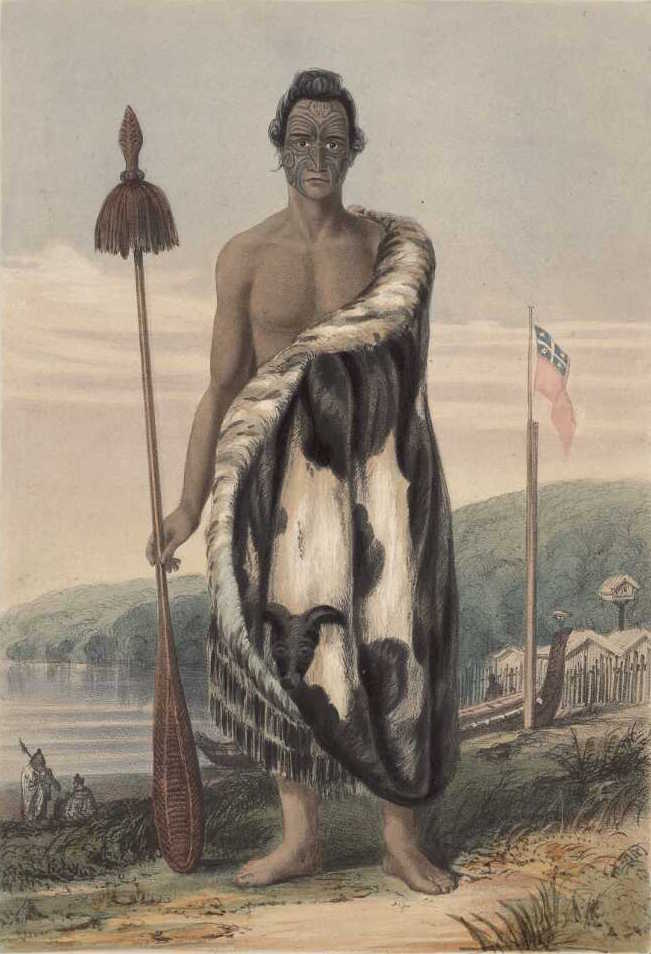
Вождь маори Te Пуни, вооружённый боевой дубиной «тайаха» (англ.)

Историк Джеймс Белич предложил название «картофельные войны», как более точное название для этих сражений ввиду революции в сельском хозяйстве маори, вызванной введением картофеля. Историк Анджела Баллара указывает, что новые сельскохозяйственные культуры изменили многие аспекты межплеменных войн. Маори получили от европейцев и начали выращивать картофель с 1769 года и с этого времени перешли к расширенному производству продовольствия. Это дало им возможность на долгое время обеспечивать запасами еды на случай войны не только жён и детей, но и воинов в длительных походах, что ранее было технически невозможно. Кроме обычного картофеля, американские моряки завезли в Новую Зеландию крупный американский сладкий картофель с клубнями размером с кулак, который быстро заменил прежнюю маорийскую кумару размером с большой палец.
Но именно обычный картофель стал ключевым пищевым продуктом с лучшей продовольственной ценностью по весу, чем кумара (сладкий картофель), и лёгкостью выращивания и хранения. Важным было то обстоятельство, что картофель, в отличие от кумары, который в силу жёсткой культурной традиции могли обрабатывать исключительно мужчины, мог выращиваться силами рабов и женщин, а это высвободило множество мужчин для ведения войн. Излишки картофеля, в условиях Новой Зеландии дававшего большие урожаи, использовались как для питания военных отрядов, так и для приобретения ружей у европейцев.

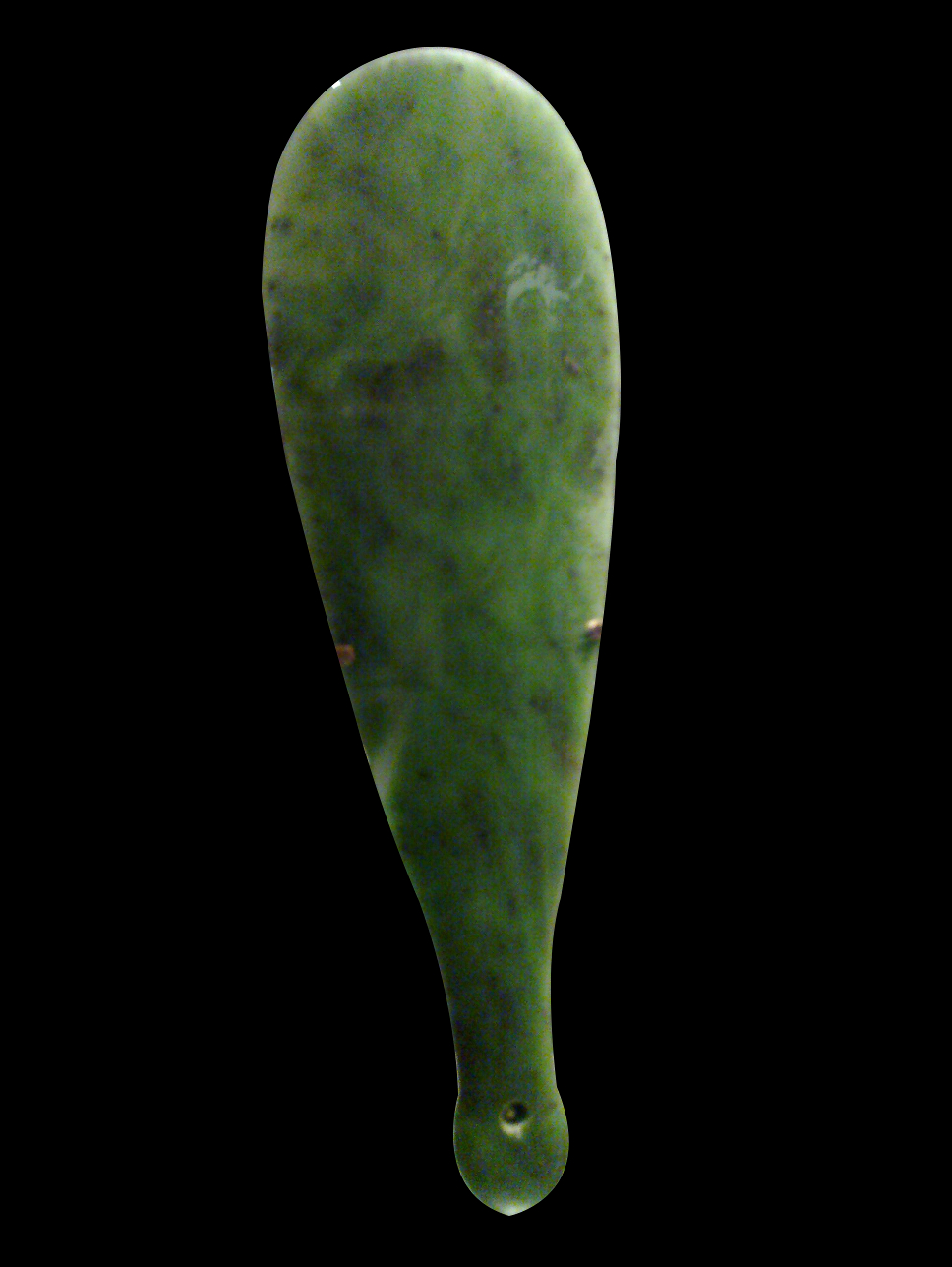
Короткая боевая палица мере. Обычно изготавливалась из твёрдых сортов дерева, нефрита или китовой кости

Белич видит в этом логистическую революцию; картофель эффективно питал отряды воинов маори (tauá) в дальних походах, что отличает мушкетные войны от всех сражений, которые велись ранее. В то же время, как отмечает Баллара, во многих отношениях «мушкетные войны» являлись продолжением прежних межплеменных войн, сопровождавшихся массовыми сражениями, такими, как крупнейшая битва при Хингакака в конце XVIII или в начале XIX века (вероятно, около 1807 года) вблизи Ohaupo, когда обычным холодным оружием было убито около 8000 воинов. По мнению Кросби, множество конфликтов произошли из-за традиций маори (tikanga), в очень многих ситуациях предписывавших воинственное поведение, особенно это касается концепции «utu» (долга мстить за обиду).
В мести за убийства и различные обиды, в военных походах, каннибализме и захвате рабов не было ничего нового, воинственность была в целом характерной чертой культуры племён маори. Однако огнестрельное оружие позволило убивать больше людей и, по крайней мере, первоначально ружья дали гораздо больше шансов на победу в сражениях с племенами, располагавшими только традиционным холодным оружием (томагавками, боевыми дубинами, другими видами оружия из дерева, камня, китовой кости). К концу мушкетных войн ряд племён маори был порабощён или истреблён победителями, а все выжившие племена спешно обзавелись ружьями.

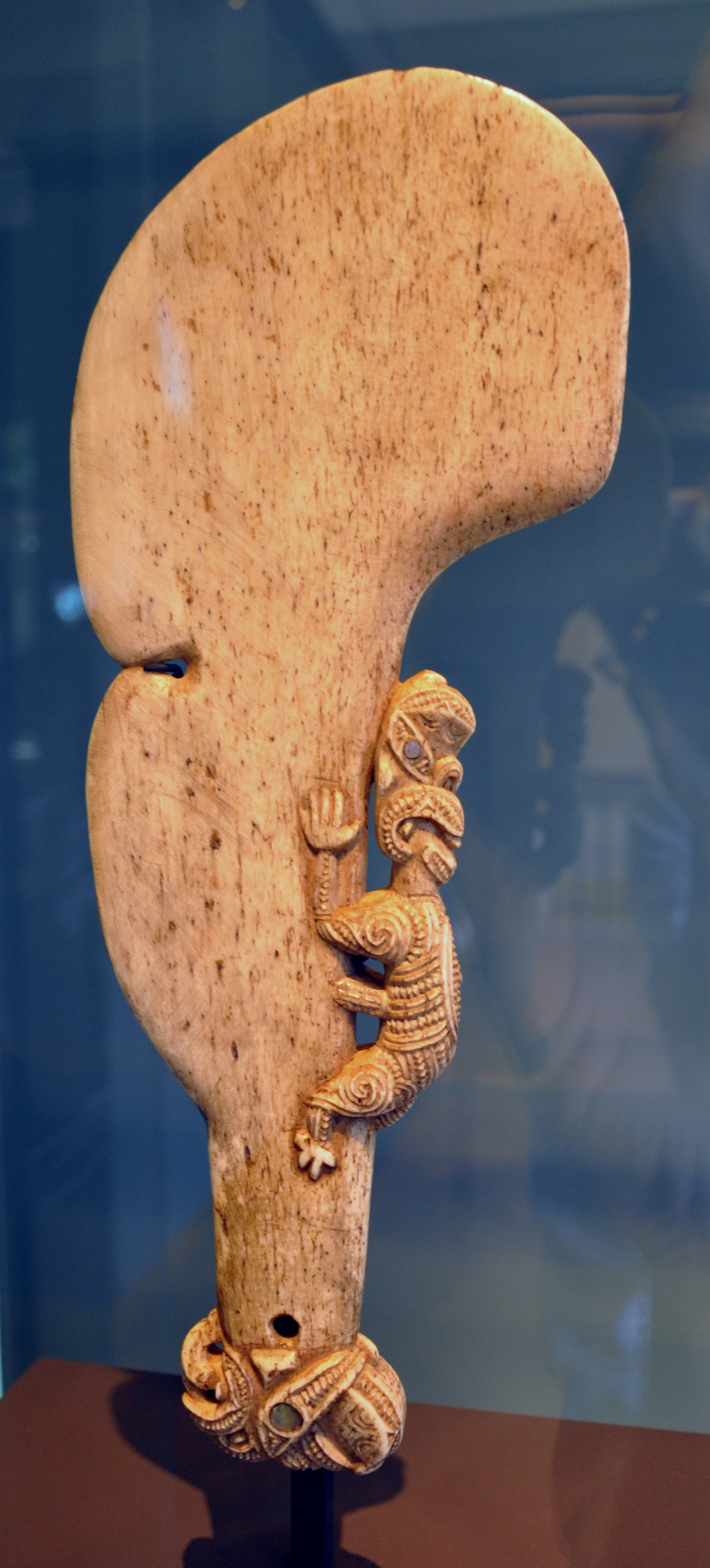
Wahaika (англ.), около 1900 года. Традиционное ручное оружие маори для рукопашного боя. Обычно изготавливалась из твёрдого дерева или китовой кости. Музей Ритберга в Цюрихе (Museum Rietberg Zurich)

Рабов, захваченных во время массовых военных рейдов, победители теперь заставляли обрабатывать картофельные посадки, высвобождая таким образом мужчин для создания ещё бо́льших военных отрядов. В результате размеры отрядов воинов, отправлявшихся в походы, в течение нескольких лет возросли от примерно ста воинов до одного-двух тысяч. Отряд в 120—200 воинов, в 1832 году считавшийся «средним», к 1836 году относился уже к «малым».
Кроме того, с 1820 года продолжительность набегов стала намного больше; для мужчин стало обычным отправиться в поход на срок до года. Этому способствовало то, что маори могли получать по нескольку урожаев в год в «беззимном» севере, где картофель не испытывал перемены температуры.
Появление картофеля, который достаточно легко выращивался в различных климатических и почвенных условиях привело к значительному росту продуктивности сельского хозяйства маори. А это, в свою очередь, весьма вероятно, привело к значительному росту населения, что оказывало всё большее давление на всё общество маори. Традиционные племенные структуры были рассчитаны на небольшой прирост населения, но после «картофельной революции» выживаемость детей стала намного выше, вследствие чего гораздо больше здоровых энергичных молодых маори стали бороться за власть в племени.
Историк Анджела Баллара представила свидетельства в пользу того, что «мушкетные войны» являлись просто продолжением традиционных в доколониальной Новой Зеландии конфликтов между многими племенами (иви) и родами (хапу), которые велись примерно с середины XVIII века. Она пишет, что «мушкетные войны» велись практически по тем же причинам, что и домушкетные войны. Эти причины в основном были связаны с представлениями о мане, табу и utu (мести), изменилось лишь применяемое в конфликтах оружие. Даже в конце периода мушкетных войн (в середине 1840-х годов) маори в основном следовали тем же военным традициям, как и в домушкетные времена 1700-х.
Как более ранние войны 1700-х, так и мушкетные показывают, что маори были способны объединять различные родовые объединения (hapū) в гораздо большие отряды во главе с одним или несколькими вождями на очень длительный период времени, вплоть до года, не считая времени на обработку посевов и сбор урожая. Анжела Баллара отмечает, что по сведениям миссионеров, на севере воины уходили на войну с очень скудным запасом провианта, которое они должны были сами добывать в походе как могли. Традиционно воины маори в походе могли рассчитывать лишь на захват продовольствия, оружия и прочего у побеждённых племён. Но было и различие, поскольку в «мушкетных войнах» основной целью стал захват в рабство не только женщин и детей, как практиковалось раньше, но и взрослых мужчин, поскольку ружья позволяли держать в повиновении также и их, а не только женщин и детей.
В разгар «мушкетных войн» между 1820 и 1833 годом состоялось целых 10 крупных военных кампаний, охвативших практически всю Новую Зеландию. Почти каждое племя (иви) или союз родов выдвинул военных вождей, таких как, Хонги Хика, Патуоне (англ.), Pomare, Хоне Хеке, Te Waharoa (англ.), Te Хеухеу (англ.), Вирему Кинги, Te Момо, Те Рангихаеата, Те Раупараха, Вака Нене и Потатау Те Фероферо, которые в ходе ряда кампаний добились значительных успехов как в нападении, так и обороне. Исследователь истории «мушкетных войн» Кросби особо выделил 102 военных лидеров маори, которых он классифицировал как «генералов».

## Отчёт Генри Уильямса

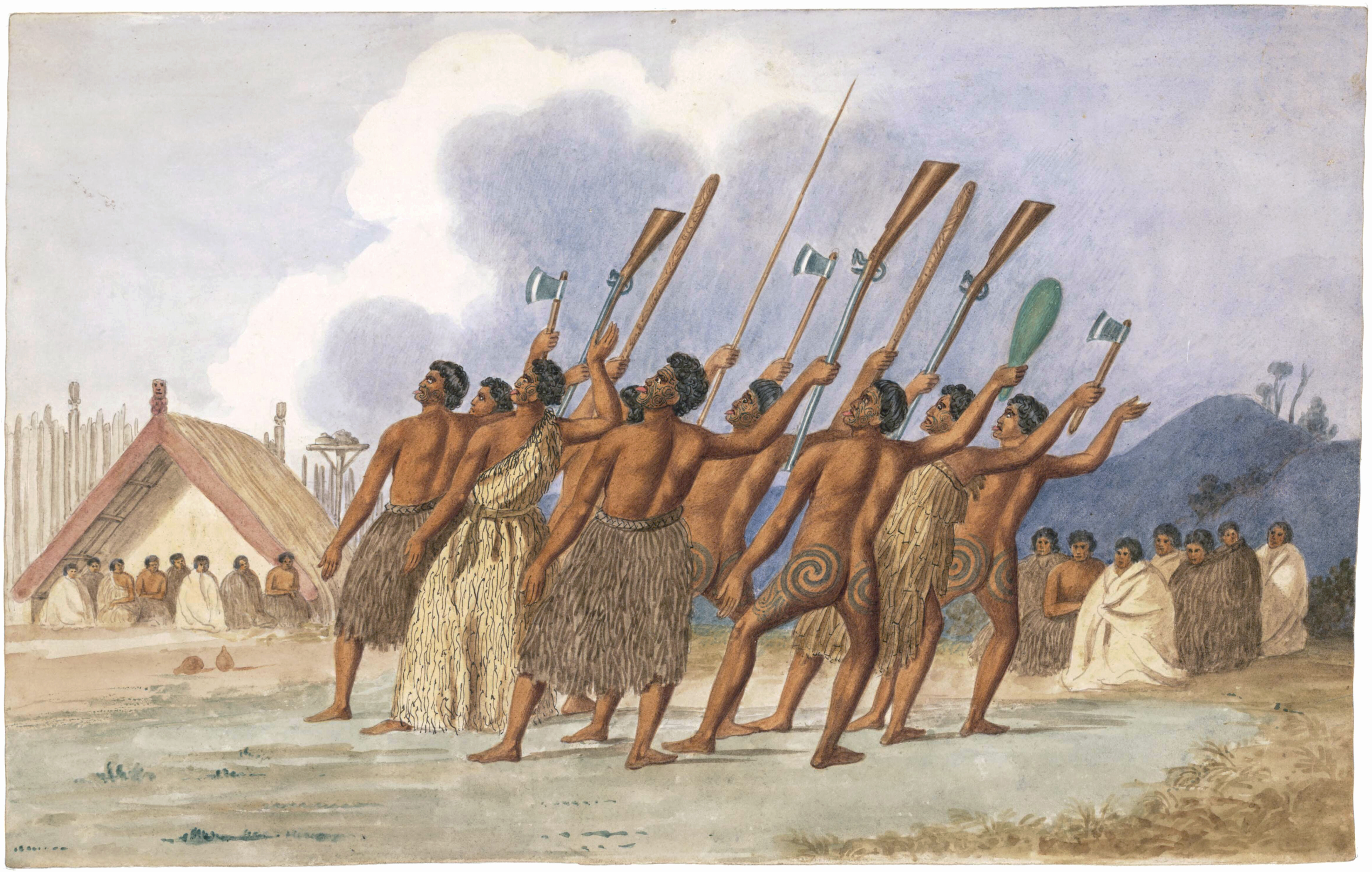
Военная хака, рисунок, сделанный около 1845 года

Наиболее полный письменный отчёт о военной экспедиции маори (Heke) был написан миссионером Генри Уильямсом. Этот поход был следствием так называемой войны из-за девушек (fyuk/), столкновения, происходившего на пляже в Корорареке (англ.), в заливе Бей-оф-Айлендс в марте 1830 между северной и южной ветвями (хапу) племени Нгапухи. Хенги, предводитель Whangaroa, был застрелен, когда он пытался остановить боевые действия. После этого обязанность отомстить перешла к Манго и Какаха, сыновьям Хенги, которые решили, что после гибели их отца должен быть начат «муру» (традиционный военный поход в честь смерти важного начальника) против южных племён. Как ни странно, в традициях маори было провести «муру» против племён, которые не имели совершенно никакого отношения к событиям, которые привели к смерти их вождя.
Манго и Какаха начали поход в январе 1832 года. Генри Уильямс сопровождал первую экспедицию, не очень веря, что он сможет остановить войну, но с намерением продолжать убеждать воюющих следовать христианскому учению мира и доброй воли. Журнал Генри Уильямс даёт подробный отчёт этой экспедиции, в которой Манго и Какаха достигли успеха в боях на островах Меркьюри и Тауранга. Поход «муру» продолжался до конца июля 1832 года.

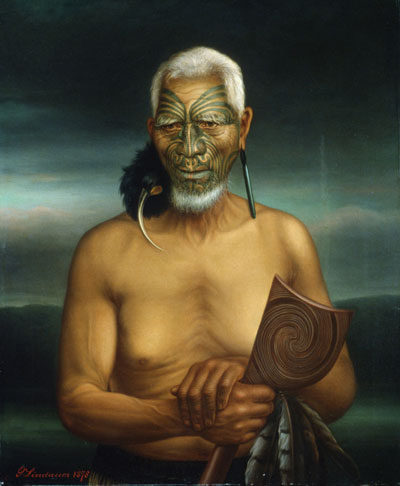
Вождь маори с боевым топором «тауатеуа» (картина, написанная около 1880 года)

В начале военного похода у него не было единого руководителя и каждый отряд воинов во главе с собственным вождём действовал самостоятельно, не имея общего руководства или плана. Генри Уильямс сопровождал идущих в походе маори с идеей предотвращения кровопролития, и потому был в состоянии документально фиксировать в отчёте события случайного и неторопливого продвижения воинов маори на юг. Много времени было потрачено на поиск пропитания — рыбалку и сбор кореньев папоротника. Разные рода (хапу) шли сами по себе и проводили небольшие атаки. Хотя первая группа отправились поход ещё 10 декабря, к 1 марта следующего года поход добрался только до Таируа (англ.).
По оценкам Генри Уильямса, в поход отправилось около 600 воинов, а также небольшое количество женщин и детей. На многих из вака (больших каноэ) имелись пушки. 7 марта флот в 80 вака пошёл в атаку на укреплённое поселение (па) при Otumoetai (англ.) и нападающие обменялись выстрелами с большого расстояния с обороняющимися в поселении воинами. Генри Уильямс отметил бесстрашие женщин и детей, в частности, на то, что они не обращали внимания на летающие пули. Дети маори выкапывали упавшие свинцовые пули для повторного использования. Торговцы с парусного судна Fairey продали маори пушки, заряды и порох в кредит.
3 апреля 1832 года произошли большие бои на пляже на Otumoetai, из которых Нгапухи вышли победителями. После этого поход закончился и большинство групп воинов постепенно вернулись на север к концу июля. Однако вождь Titore со своими воинами продолжал сражаться и не возвращался до 27 ноября 1832 года. Генри Уильямс отметил, что он вернулся с 14 вражескими вождями и тремя из собственной семьи. Генри Уильямс также отметил, что Нгапухи прекращали сражаться на воскресенье, хотя никто из тех, кто участвовал походе, не был христианином. Генри Уильямс записал, что число погибших из нападавших и обороняющихся было примерно равным, и что ни один вождей не был убит. Баллара указывает, что в это время продолжали соблюдаться большинство традиционных ритуалов из домушкетной эпохи.

## Применение ружей воинами маори

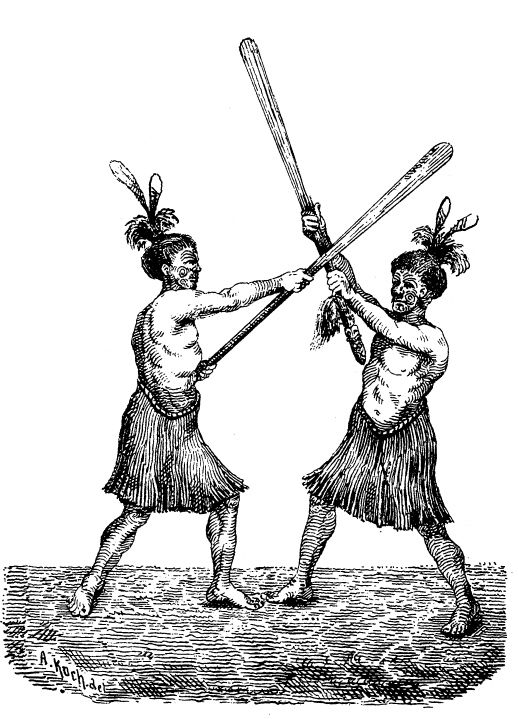
Воины маори с боевыми дубинками «тайаха» в руках.

Первоначально немногие имевшиеся у них ружья маори использовали на охоте, ввиду отсутствия у них другого метательного оружия. Но впоследствии маори стали использовать ружья и в военных целях и после первых боёв такое их применение очень скоро стало основным.
В XIX веке появление ружей в основном не повлияло на стратегические цели воюющих племён (иви) и родов (хапу), которые оставались всё теми же — захват земель и противостояние более сильным племенам. Однако тактика отрядов маори претерпела значительные изменения под влиянием огнестрельного оружия, особенно в тех сражениях, где одна из сражающихся сторон имела большое превосходство в количестве ружей. В домушкетные времена маори практически не использовали дальнобойное оружие вроде лука и пращи, предпочитая ближние схватки использованием обширного арсенала холодного ручного оружия (коротких и длинных копий, боевых дубинок «тайаха» и топоров tewhatewha и т. п.).
Но после появления ружей дистанции между сражающимися возросли на прицельную дальность ружейного выстрела, хотя бои на ближних дистанциях не исключались совсем.
Тем не менее ружья постепенно положили конец традиционным сражениям маори и повысили значение скоординированных действий отрядов воинов, сражавшихся огнестрельным оружием наподобие подразделений европейской пехоты. Легендарные поединки воинов-богатырей, таких, как Потатау Те Фероферо в битве на Okoki в 1821 году, стали редкостью. Противоположностью этому является смерть знаменитого маорийского богатыря Те Hiakai, который, как и многие другие воины, в том же сражении был убит выстрелом из ружья.
В начале эпохи «мушкетных войн» ружья стали сверхоружием, при помощи которого победитель наносил «шок и трепет», а уже потом с помощью традиционного холодного и железного оружия учинял кровавую бойню разгромленного и деморализованного вражеского войска. Но уже к 1830 году все выжившие племена спешно обзавелись ружьями и после этого друг против друга с разной степенью успеха сражались практически одинаково хорошо вооружённые отряды воинов. Так, в битве при Taumatawiwi в 1830 году из 300 воинов Те Waharoa, вождя племени Ngāti Hauā, 90 % имели ружья. Этот маорийский полководец особенно преуспел в инновационной тактике применения огнестрельного оружия. Использованная им в битве при Taumatawiwi тактика, например, применение заградительного огня, вполне знакома и современным военным.
Быстрое освоение племенами маори технологии и тактики использования огнестрельного оружия во многом объясняется передачей им технических и военных знаний «белыми маори» («пакёха маори»). Так маори называли европейцев, по разным причинам вошедших в состав различных маорийских племён. Одни из них были захвачены маори в плен и обращены в рабов, другие — торговцы, моряки и беглые заключённые — добровольно вошли в состав племён и даже смогли занять там довольно высокое положение. Особенно много их было в заливе Бэй-оф-айленд и области Хокианга. Некоторые из «пакёха маори» прежде были искусными моряками и имели большой опыт применения ружей в морских сражениях, который они передавали маори.
Используя ружья, маори немного их переделывали, например, несколько увеличивали дульные отверстия, что при некотором снижении начальной скорости пули давало возможность увеличить скорость перезарядки. Вначале маори было очень трудно получить ружья, поскольку тогда миссионеры категорически отказывались продавать или менять на что-либо огнестрельное оружие и боеприпасы. Вожди племени Нгапухи оказали на миссионеров сильное давление, чтобы заполучить ружья, иногда даже угрожая им расправой. Большинство ружей сначала были поставлены из Австралии. Вождь Хонги Хика в 1821 смог закупить сразу 500 ружей. Пакёха маори, такие, как Джеки Мармон, сыграли важную роль в получении ружей с торговых судов в обмен на лен, лес и прочие товары.
Как только выявилось значение ружей в межплеменных сражениях, племена маори предприняли огромные усилия по производству товаров для оплаты оружия. Для этого им пришлось в первую очередь значительно увеличить производство свиней и картофеля, чтобы использовать их в качестве валюты для оплаты оружия. Жители мыса Северного в 1814 году платили за одно ружьё 150 корзин картофеля или 8 свиней. Вначале у племён маори было всего по нескольку ружей плохого качества, которые могли быть использованы лишь для того, чтобы напугать своих противников. Впоследствии маори закупали ружья сотнями, что намного увеличило их военную мощь. Но это означало, что они должны были усиленно работать, чтобы производить как можно больше свиней и картофеля для закупки оружия.
В 1818—1819 годы, особо напряжённый период межплеменных сражений, когда началась интенсивная «гонка вооружений», цена ружья доходила до 25 свиней (цена в корзинах картофеля для этого периода неизвестна). В эти годы все племена маори спешно закупали ружья в обмен на продовольствие, иногда даже голодая сами. В 1820 году кремнёвое ружьё обменивали на 200 корзин картофеля или 15 свиней. Английские ружья всё в большем количестве попадали в маорийскую среду и вскоре племена располагали возможностью вооружить огнестрельным оружием почти каждого воина. К 1827 году из-за насыщения оружейного рынка цена одного ружья снизилась до 120 корзин картофеля или 10 свиней. После того, как племена закупили достаточно ружей и цены на них упали, выпуск сельскохозяйственной продукции вернулся к обычному уровню. Кроме продовольствия, маори в обмен на ружья поставляли лес, лен и другие товары.

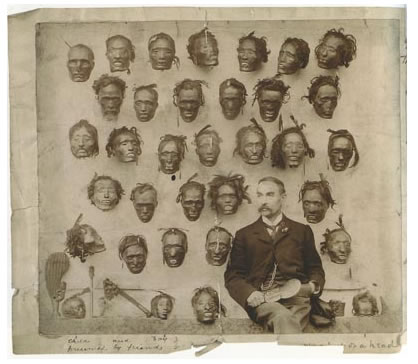
Коллекция мокомокаи, собранная британским офицером Робли.

Часть ружей были получены в обмен на особый товар — мокомокаи (копчёные головы убитых вражеских вождей). Эти жуткие трофеи высоко ценились некоторыми европейскими коллекционерами, готовыми выложить за них немалую цену. Острая потребность в огнестрельном оружии побуждала племена маори к совершению многочисленных рейдов на своих соседей именно с целью получения мокомокаи. Кроме того, маори прибегали к татуированию рабов и пленных, головы которых после их убийства и фабрикации мокомокаи обменивали на оружие и боевые припасы.
Стремление выжить в условиях постоянной угрозы со стороны соседних племён вынуждало маори также продавать европейским поселенцам свои земли в обмен на оружие и боеприпасы. Так, 27 января 1832 года племя Нгати Фатуа продало значительный участок земли торговцу Джозефу Бруксу Веллеру в обмен на один большой бочонок пороха.
Большинство купленных маори ружей представляли собой дешёвые низкокачественные короткоствольные торговые ружья, изготовленные в Бирмингеме из плохой стали и небольшой точностью стрельбы. Дальнобойность и точность этих ружей (около 40 м) не шли ни в какое сравнение с таковыми у качественного военного оружия, таких, как штатное британское пехотное ружьё Браун Бесс с прицельной дальностью 90 м, не говоря уже о более поздней британской стандартной винтовке Enfield с прицельной дальностью 270 м.
Кроме того, качественные военные ружья требовали более качественного мелкозернистого чёрного пороха, которое было трудно достать у торговцев. Поэтому маори часто предпочитали двухствольное ружьё «тупара», из которого можно было выстрелить два раза перед перезарядкой. В некоторых сражениях были задействованы женщины, которые перезаряжали ружья, пока их мужья сражались. Позже это обстоятельство представляло собой определённую проблему для британских и колониальных войск во время новозеландских земельных войн, когда они штурмовали маорийские укрепления, где среди боевых порядков маорийских воинов находились и их жены, в которых они не хотели стрелять. Северные племена маори, такие как Нгапухи, научились ускорять заряжание ружья, удерживая три свинцовых шаровидных пули между пальцами левой руки. Воины маори держали заряды в своеобразных пакетах, представлявших собой предварительно отмеренные порции пороха в свёрнутых бумажных трубках, в каждом из изгибов которых находился один заряд. Высыпав порох в ствол, вместо того, чтобы использовать шомпол, маорийские воины для ускорения ударяли прикладом об землю, чтобы порох упал вниз. По мере того, как в ходе стрельбы ствол загрязнялся остатками частично сгоревшего пороха, воины заряжали меньшие шары-пули. В результате дульная скорость падала, но большие шары картечи всё ещё могли на близком расстоянии нанести тяжёлые ранения.
Вначале воины маори были весьма неопытны в использовании ружей. Они не были хорошими стрелками и им не хватало пороха, а также стрелковой практики. На следующем этапе, получив достаточно оружия и боеприпасов для стрельбы, они стали лучше стрелять. На последнем, заключительном этапе, маори перешли к тактике, хорошо подходящей для использования гладкоствольных ружей, например, стрельбе залпами и применению массированного огня по площадям. Эта тактика сделала отряды воинов маори грозным противником и явилась крайне неприятным сюрпризом для британских войск, когда им пришлось сражаться с маори в ходе «земельных войн».
Некоторые вожди, такие как Хонги Хика, использовали как «пакёха-маори», так и торговцев в качестве оружейных мастеров для технического обслуживания и ремонта сломанных ружей. Некоторые из них, такие, как Джеки Мармон, стали влиятельными членами хапу и участвовали в нескольких войнах, таких как атака племени Нгапухи в конце сентября 1821 на двойное укрепление Тамаки в современном Панмуре.

## Краткий обзор хода мушкетных войн
Мушкетные войны в течение 1807—1845 гг. прошли почти по всей территории Новой Зеландии, включая Южный и Северный острова, а также острова Чатем.
Крупнейшая в этот период, битва при Хингакаке, произошла в 1807 году между двумя противостоящими союзами маори около современной станции Охаупо в области Уаикато. В этой битве, по оценкам историков, приняли участие около 16 тысяч воинов. Эту битву можно считать последней из войн с использованием холодного оружия. Но даже намного позднее, в 1815 году сражения велись в основном тем же холодным оружием, хотя уже и начало использоваться очень небольшое количество ружей, причём часто лишь одной из сражавшихся сторон.
По данным новозеландского историка Майкла Кинга, первый случай применения огнестрельного оружия воинами маори относится к 1807 году, когда отряд племени Ngāpuhi был разгромлен воинами Нгати Фатуа (Ngāti Whātua) в Moremonui вблиз Maunganui, между гаванями Hokianga и Kaipara. В данном случае Ngāpuhi, хотя и имели ружья, потерпели поражение. Воины Нгати Фатуа внезапно атаковали их из хорошо организованной засады и разбили обычным холодным оружием, прежде чем воины Ngāpuhi смогли воспользоваться ружьями.

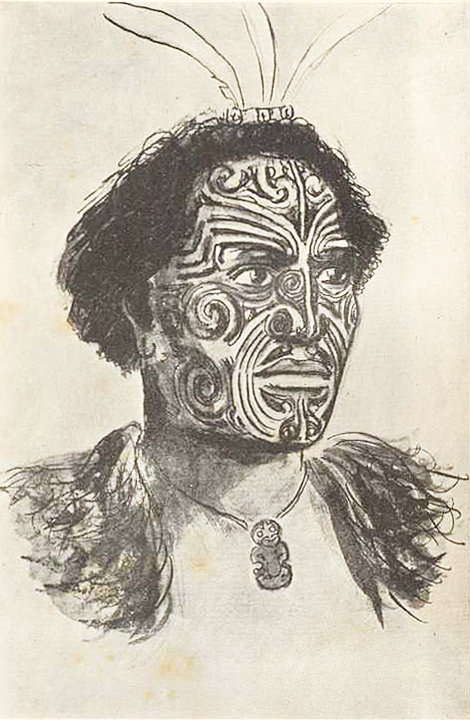
Вождь маори Хонги Хика. Рисунок 1820 г.

Хонги Хика, вождь племени Нгапухи, который впоследствии повёл своё племя в походы по большей части Северного острова, был свидетелем смерти двух своих братьев, убитых в этой битве и сам едва избежал той же участи, укрывшись в болоте.
Очень скоро после этого мощь огнестрельного оружия всё же проявилась во время набега хапу Нгати Корокоро, принадлежавшего Нгапухи, против хапу Нгати Тутае. В ходе этого похода Нгати Корокоро, несмотря на десятикратное превосходство, понесли тяжёлые потери и были разбиты противником, имевшим ружья.
Несмотря на понесённое в 1807 году поражение, Хонги Хика верил в мощь огнестрельного оружия и стремился закупать как можно больше современного западного оружия.
С этой целью в 1814 году он вместе со своим племянником вождём Нгапухи Руатарой, отправился в Сидней и призвал христианских миссионеров на земли своего племени. Но сам он никогда не крестился, христианство с идеей прощения за совершённое зло его никогда не интересовало, он считал, что «эта религия подходит только для рабов». Ему были нужны лишь ружья и другие западные технологии. 3 марта 1815 года Руатара умер от лихорадки и вождём Нгапухи стал Хонги Хика.
В 1817 году Хонги Хика повёл 800 воинов Нгапухи и союзников из племени Нгати Мару в первый свой сокрушительный набег, напав на племена в Maketu, Maraenui (около Opotiki) и Хикс-Бэй. Этот набег оказался очень удачным для Нгапухи, они убили 60 человек и захватив 2000 пленных, которых обратили в рабов. Их Нгапухи заставляли выращивать картофель и другие сельскохозяйственные культуры, продукцию которых в свою очередь использовали для закупки всё новых партий ружей. Так Нгапухи сформировали механизм, когда войну питала сама война.
К 1818 году Нгапухи уже имели значительное количество ружей. В 1820 году миссионер Томас Кендалл взял Хонги Хика в поездку в Великобританию. Поводом для поездки Хонги Хика было участие в качестве эксперта при составлении грамматики и словаря языка маори, над которыми работал профессор Ли из университета в Кембридже. Однако «лингвистическая» поездка вождя в Европу оказал большое влияние на историю Новой Зеландии, поскольку Хонги Хика в действительности мечтал заполучить в Лондоне «тысячи и тысячи ружей», которые, как он слышал, хранились в Тауэре в Лондоне. Из Тауэра он оружия не получил, король Георг IV подарил ему лишь одно ружьё и комплект доспехов. Но зато Хонги Хика в Кембридже встретил французского авантюриста «барона» Шарля де Тьерри и продал ему 40 тысяч акров земли в Новой Зеландии в обмен на 500 ружей, пули, порох, сабли и кинжалы. В 1821 году он на обратном пути из Уэстморленда привёз это оружие в Порт-Джексон, Сидней. Сам Кендалл позже участвовал в торговле оружием и вероятно, сам был участником обмена земель на ружья. Ружья могли быть изготовлены в Сиднее, где тогда их производили.
Используя в большом количестве огнестрельное и современное холодное оружие, Хонги Хика в сентябре 1821 года повёл в поход две тысячи (некоторые источники говорят о трёх тысячах) воинов, при этом тысяча воинов Хонги Хика имели ружья. Первым объектом нападения Нгапухи на этот раз стало племя Нгати Мару, бывший их союзник в кампании 1817 года и Нгапухи напали на поселение в Te Waiti примерно в 20 милях к северу от Окленда. Затем Нгапухи напали на близко расположенные укреплённые поселения Mokoia и Mau-inaina в Панмуре на реке Тамаки, принадлежавшие племени Нгати Паоа и после затяжной осады взяли их. В этом сражении Нгапухи одержали полную победу и устроили резню побеждённых, убив 1000 вражеских воинов, их жён и детей в отместку за прежние поражения..
Далее армия Хонги Хика снова атаковала Нгати Мару, напав на принадлежавшее этому племени поселение Те Тотара. Момент для нападения был выбран удачно, так как многие воины Нгати Мару находились вдали от дома в походе. Однако, несмотря на превосходство в вооружении, Хонги Хика не смог днём взять укрепление штурмом. Поэтому он сделал вид, что заключил мир, но только с целью ввести защитников в заблуждение. Ночью он вернулся, внезапно атаковал и захватил неохраняемые стены. Взяв штурмом поселение, Нгапухи убили многих из взятых там в плен людей. В одном лишь этом походе было убито больше маори, чем за все 25 лет последовавших спорадических новозеландских земельных войн.
В момент штурма в Те Тотара находились гости, в том числе дети, из племён Уайкато, Те Арава, Нгати Раукава и других и многие из них были убиты Нгапухи, что привело к конфликту этих племён с Нгапухи.

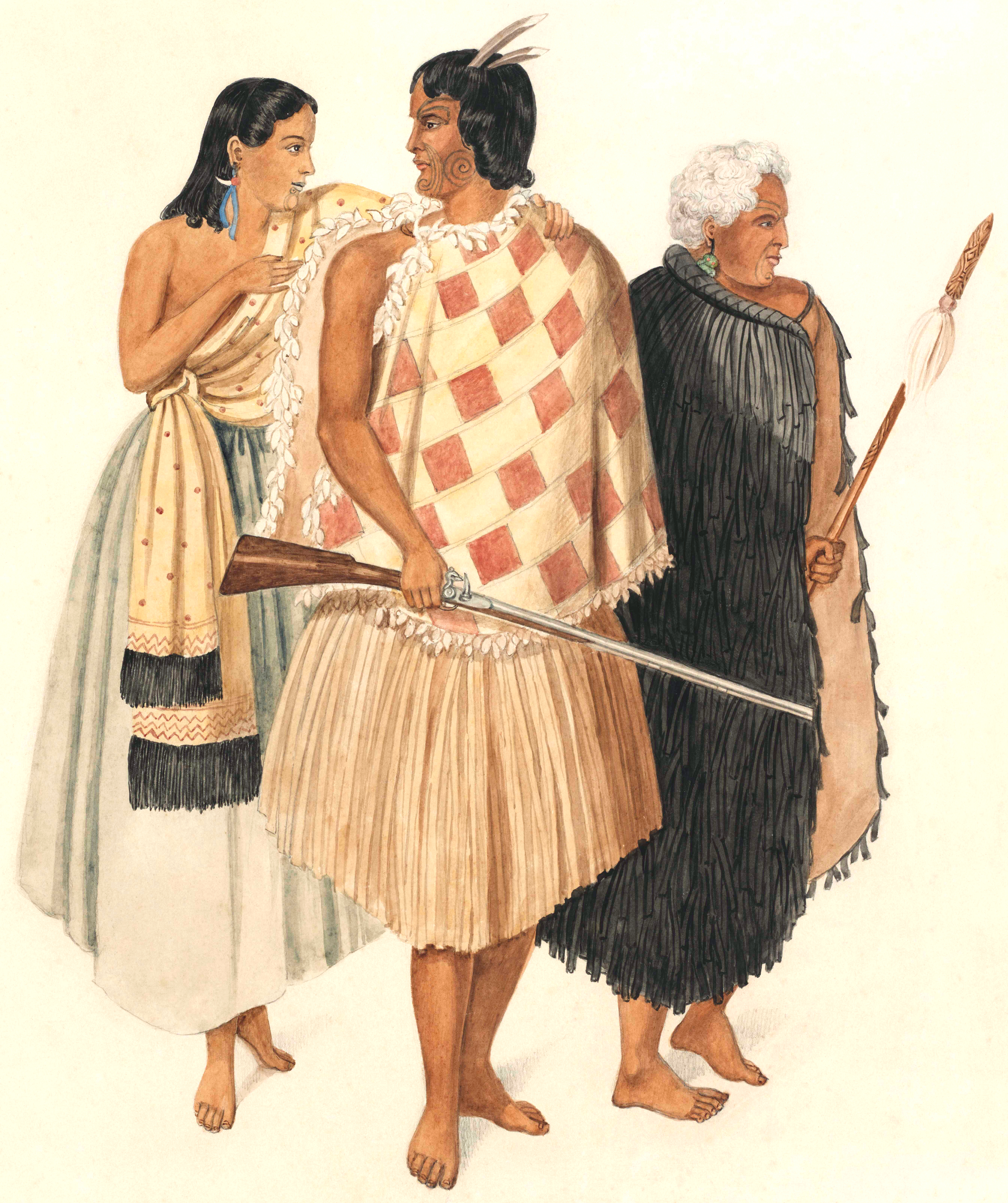
Вождь Хоне Хеке, вооружённый мушкетом, с женой Хариатой и дядей Кавити, держащим боевую дубинку тайаха. Рис. М. Дж. Дженнера, 1846 г.

Походы Хонги Хики инициировали начало особо напряжённого периода сражений среди племён маори в начале 1820-х годов. В последующие шесть лет Нгапухи атаковали и разгромили племена Нгати Паоа, Нгати Мару, Уайкато, Те Арава и Нгати Фатуа. Особенно тяжёлые потери понесло племя Нгати Фатуа в результате атак Хонги Хика в 1824—1825 годах. Потери Нгапухи составили 70 человек, включая его старшего сына Харе Хонги, погибшего в битве при Те Ика Ranganui. Однако племя Нгати Фатуа понесло страшный урон. По некоторым данным, они потеряли около тысячи человек, хотя сам Хонги Хика, желая приуменьшить масштаб трагедии побеждённых, утверждал, что было убито лишь сто воинов Нгати Фатуа. В любом случае поражение оказалось для Нгати Фатуа катастрофическим и выжившие его члены в страхе перед беспощадными Нгапухи бежали на юг. Они оставили большую плодородную область Тамаки Makaurau (перешеек в районе Окленда) с большим количеством удобных природных гаваней в районе Вайтемата и Манукау — земли, которые принадлежали племени Нгати Фатуа после их завоевания более ста лет до этого. Впоследствии эти обширные земли, которые племя Нгати Фатуа фактически потеряло и не имело сил вернуть, были за бесценок куплены у Нгати Фатуа британским лейтенант-губернатором Уильямом Гобсоном, основавшими на них ряд поселений для европейских колонистов, включая крупнейший в Новой Зеландии город Окленд.
Подаренные Хонги Хике британским королём доспехи в сражениях не раз спасали ему жизнь, отчего он приобрёл репутацию «неуязвимого». Но в 1827 году Хонги Хика однажды не надел доспехов и в небольшой стычке был тяжело ранен пулей. Через год он умер от раны и после его смерти племя Нгапухи ослабло в военном отношении из-за внутренних раздоров.
Племена Уайкато, вожди которых оказались талантливыми полководцами, после первоначальных поражений смогли дать сильный отпор Нгапухи и другим захватчикам. В 1821 году Уайкато после ряда сражений изгнали племя Нгати Тоа во главе с вождём Те Раупарахой из Kāwhia. Затем Уайкато во главе с Потатау Те Фероферо напали на Ngāti Тоа в области Таранаки. В 1824 году Уайкато и Нгати Tūwharetoa нанесли поражение Ngāti Kahungunu в Napier. В 1826 году Уайкато вторглись в Таранаки, вынудив ряд племён и родов бежать на юг. Уайкато снова напали на область Таранаки в начале 1830-х годов.
Для племён Уайкато войны закончились успешно, они защитили свои земли и изгнали другие племена.

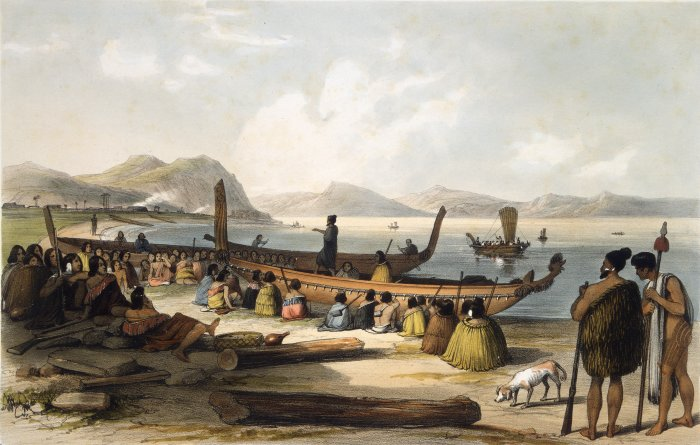
Вождь маори произносит военную речь перед толпой воинов. Картина художника Augustus Earle, посвящённая событиям 1827—1828

После того, как Нгати Тоа во главе с Те Раупараха оставили земли племён Уайкато, они ушли сначала на север Таранаки, а затем к побережью Северного острова. В 1823 Нгати Тоа захватили остров Капити — небольшой остров в 8 км к западу от побережья Северного острова. Там они создали свою базу, откуда совершались набеги на западное побережье Северного острова и на северную часть Южного. Кроме того, на Капити располагалась удобная гавань, из которой осуществлялась торговля льняным волокном, которое маори с появлением в Новой Зеландии европейцев начали обменивать на ружья. В 1824 году другие племена в отместку за нападения Нгати Тоа напали на Капити, но были разбиты.
Те Раупараха хотел расширить свою торговую мощь, захватив область Pounamu на Южном острове, где имелись богатые месторождения нефрита, высоко ценившегося маори как камень для изготовления очень прочного оружия и орудий труда. В 1827 году Нгати Тоа и их союзники Те ATI Ава напали на южные племена и захватили большую часть Южного острова. Те Раупараха стал для Южного острова тем, кем был Хонги Хика для Северного — беспощадным завоевателем. Он прошёл, сея смерть и разрушение, по западному и восточному берегам Южного острова, убил и захватил в рабство около 4 тыс. человек. С учётом того, что в те годы общая численность маори не превышала 100 тысяч человек, в процентном отношении это были огромные цифры людских потерь среди всех маори. Походы следовали за один за другим, и каждый из них обычно заканчивался массовым порабощением или истреблением побеждённого племени, часто включавшим каннибализм, когда победители после битвы прямо на поле боя пожирали тела поверженных врагов.
Союзники Нгати Тоа племена Нгати Мутунга и Нгати Тама в 1835 вторглись в архипелаг Чатем, где они завоевали миролюбивый народ мориори, после чего начали воевать друг с другом.
«Мушкетные войны» сразу же начали затихать после подписания «договора Вайтанги» в 1840 году, хотя отдельные нападения происходили в течение ещё нескольких лет. Третье из последних после подписания «договора Вайтанги» сражений состоялось через несколько месяцев после него. Отряд воинов из области Te Awamutu напал на племя Арава из области Роторуа. В качестве добычи воины Te Awamutu привезли домой 60 корзин человеческого мяса для каннибальского пиршества.
Миссионеры и крещёные маори проявили крайнее отвращение к людоедству и ушли из поселения, чтобы создать отдельную христианскую деревню. Предпоследний бой состоялся в Тауранга в 1842 году, когда отряд племени Тоа Hauraki атаковал поселение. Вождь нападавших Тарайя утверждал, что причиной набега была месть (utu) из-за посягательств на его землю и других причин. Колониальный секретарь Уиллоуби Шортлэнд провёл расследование, установившее, что два человека были съедены. Вождь атакованного поселения Те Муту заявил Шортлэнду, что если он сможет захватить Тарайю, он также съест его. Последнее сражение из «мушкетных войн» состоялось между племенами Те Хеухеу и Нга Rauru из области Tuwharetoa в 1844-45.

## Вторжение на острова Чатем
«Мушкетные войны» вышли из рамок внутримаорийского конфликта, когда в 1835 году произошло вторжение маори на острова Чатем в область проживания народа мориори, который в культурном плане значительно отличался от воинственных маори. Эти острова были выбраны племенами Нгати Мутунга и Нгати Тама, вытесненными со своих исконных земель в регионе Таранаки более сильными племенами, в качестве объекта экспансии из-за известной пацифистской природы общества мориори, идеология которого полностью исключала насилие. В результате маорийского вторжения мирный народ мориори был порабощён и почти полностью истреблён.

## Последствия «мушкетных войн»
«Мушкетные войны» дали племенам маори значительный опыт как использования огнестрельного оружия, так и защиты от него. Одним из важных нововведений маори было строительство укреплённых поселений-фортов «па», т. н. «стрелковых» или «мушкетных па». Они строились с расчётом на оборону от огнестрельного оружия и обеспечивали защиту обороняющихся против оружия дальнего действия. Этот тип укреплений впоследствии широко использовался в Новой Зеландии в ходе новозеландских «земельных войн», со значительными модификациями для защиты от огня тяжёлой артиллерии и превосходящих по численности и дисциплине британских войск. Огромный опыт использования в бою современного вооружения, полученный маори в «мушкетных войнах», может объяснить, почему они смогли достичь гораздо большего успеха в противостоянии британским войскам в последовавших между 1845 и 1872 годами новозеландских «земельных войнах», чем большинство других туземных народов.

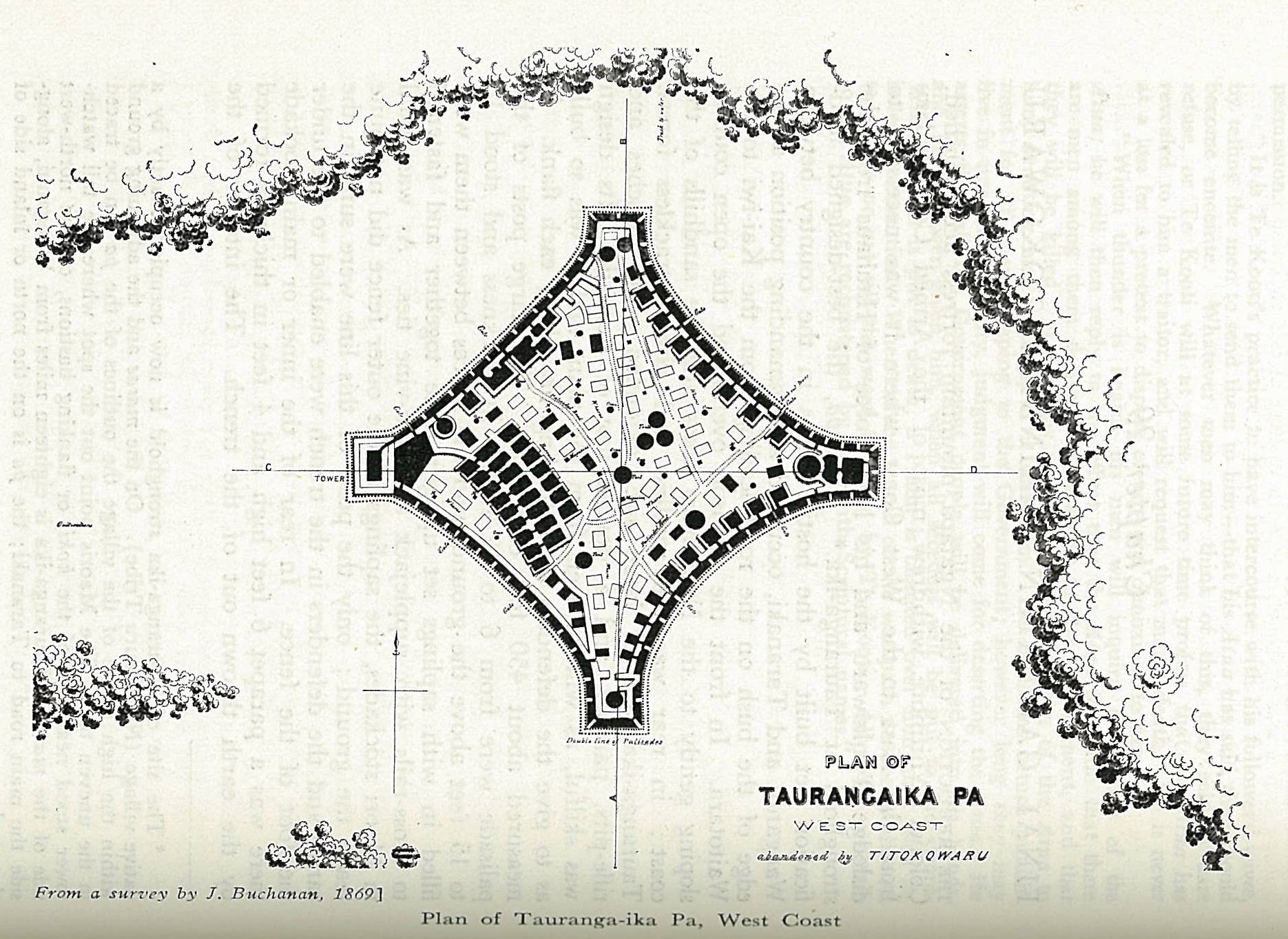
План укреплённого поселения «па» Тауранга Ика. Некоторые из «стрелковых па» XIX века специально строились с расчётом на защиту от огнестрельного оружия, включая артиллерию, в то же время обеспечивая обороняющимся возможность ведения перекрёстного огня.

Однако для самих маори «мушкетные войны» имели катастрофический эффект, полностью разрушив их прежний образ жизни и всю систему межплеменных связей. Самой сутью «мушкетных войн» были братоубийственные сражения между племенами маори, сражавшихся не на жизнь, а насмерть, поскольку зачастую поражение для побеждённых племён означало либо их истребление, либо порабощение. В этих внутримаорийских войнах было убито по меньше мере 20 тысяч человек. Кроме этого, по данным Кросби, использовавшего сведения новозеландского демографа Яна Пула, ещё около 30 тысяч маори были порабощены или вынуждены покинуть свои земли. По другим оценкам, эта цифра может быть даже намного выше, достигая 80 тысяч. Все выжившие племена маори спешно закупили ружья и в результате перманентный конфликт, причинивший много горя всем маори, зашёл в кровавый тупик — все воевали против всех, но никто не мог никого победить. Многие племена понесли тяжёлые потери, некоторые были целиком истреблены или порабощены, границы племён постоянно нарушались и изменялись в результате побед и поражений сражающихся сторон. Одним из выходов из порочного круга насилия и мести, который искали многие маори, было христианство с идеей прощения за совершённое зло. Некоторые маори были готовы отказаться от мести и возложить задачу возмездия за совершённое в их отношении зло на британские власти.
Позднее некоторые миссионеры, например, Генри Уильямс и Уильям Фэрберн в области Ховик-Отахуху в 1835-36, сумели провести переговоры между враждующими племенами и купить спорные земли. Анжела Баллара указывает, что ситуация, когда потерпевшие поражение рода (хапу) покидали свои лучшие земли на большой срок, вплоть до двух лет, в период «мушкетных войн» была совершенно обычной. Однако они всегда возвращались на свои исконные земли, когда месть была совершена и заключён мир.
Как утверждает Кросби, более половины всех племён (иви) лишились значительной части населения в результате боевых потерь, каннибализма или порабощения. Несколько племён, например Нгати Tumatakokiri в современной области Нельсон на Южном острове и Нгати Ира в районе современного Веллингтона, а также целая народность мориори на архипелаге Чатем были почти полностью истреблены, за исключением немногих членов племени, оставленных победителями в живых в качестве рабов. Кроме того, результатом «мушкетных войн» было более 40 крупных вынужденных миграций племён маори, некоторые из которых потеряли все свои земли. Земли между Фангареи и перешейком Окленд к 1840 году обезлюдели из-за непрерывных войн и с точки зрения европейцев были ничейными.
Одним из наиболее значимых результатов войн был передел межплеменных границ. Эти переделы границ позднее были узаконены Туземным земельным судом Новой Зеландии, постановившим, что племенные границы должны были оставаться такими, какими они были в 1840 году, при подписании племенами «договора Вайтанги».. В результате некоторые племена, потерпевшие к этому времени поражение, например, народ мориори на островах Чатем, остались вовсе без земель, поскольку их прежние племенные территории были признаны принадлежащими племенам-победителям.
Возможно, самым важным итогом «мушкетных войн» было тяжкое наследие в виде межродовой и межплеменной вражды, оставшейся от периода кровавого безудержного насилия, когда все сражались против всех. Сжигание деревень, постоянное использование коварства и вероломства как тактики на поле боя, в сочетании с массовым порабощением пленных, каннибализм, беспощадная резня, включавшая пытки и жестокие убийства не только пленных воинов, но и женщин и детей, другие подобные зверства оставили долгое наследие взаимного недоверия и вражды. Впоследствии миссионеры смогли завоевать доверие многих племён, тогда как маори сохраняли сильнейшее недоверие к другим племенам за пределами их области (рохе).
После более чем трёх десятилетий постоянных сражений экономика и общество маори больше не выдерживали огромного военного напряжения, в то время как ни одно из племён не могло рассчитывать на решающую победу, которая могла бы завершиться миром. Поэтому установление британского владычества над Новой Зеландией было воспринято значительной частью маори как меньшее из зол, поскольку только оно обещало установление желанного мира. В результате большинство маорийских племён в 1840 году предпочло подписать предложенный им британским лейтенант-губернатором Гобсоном договор Вайтанги.

## Запретительные меры

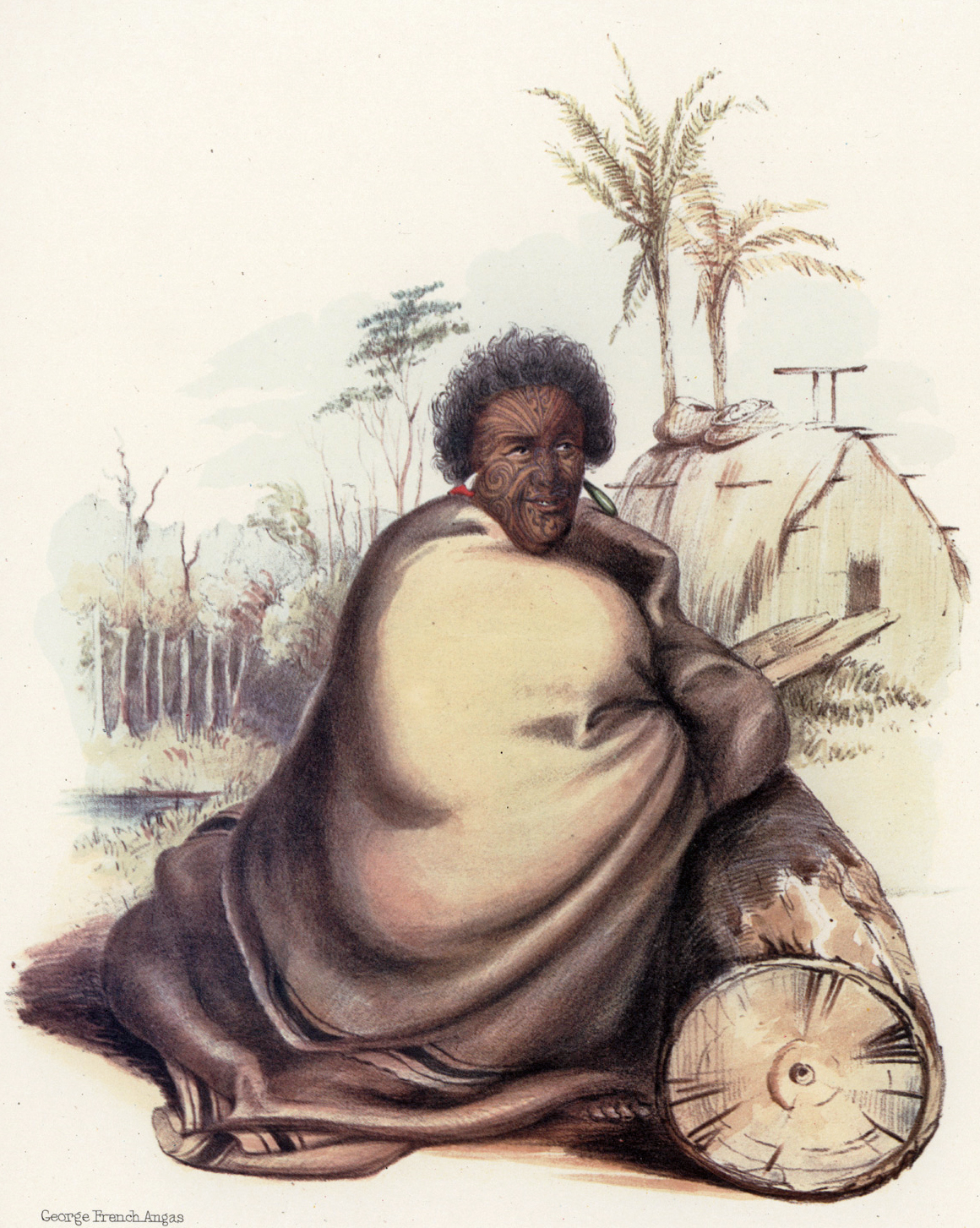
Вождь Потатау Те Фероферо, первый «король маори». Картина художника Джорджа Френча Ангаса

После восстания Хоне Хеке в 1845 британские власти, осознав размер и мощь арсенала племён маори, приняли ряд законов с целью замедлить или остановить поставки ружей, пороха и других военных материалов в Новую Зеландию. Первым из них был «Акт об оружии, порохе и других военных материалах» от 13 декабря 1845 года. 12 ноября следующего года был принят «Закон об оружии». В дополнение к нему в августе 1847 года был принят «Закон о порохе». В 1848 году были установлены крупные штрафы в 100—200 фунтов за продажу ружей туземному населению. Все эти законы вместе смогли остановить торговцев смертью, продававших ружья маори.
С целью отменить законы, запрещающие крайне выгодную для них торговлю военными материалами, продавцы оружия начали распространять слухи о заговоре британских властей с целью разоружить маори. Однако некоторые вожди племён, такие, как Tamati Ngapora из племени Нгати Mahuta на Мангери, желая остановить братоубийственные войны, поддержали принятый в апреле 1856 года закон.
В июне 1857 года правительство издало закон, разрешавший населению приобретать оружие и порох для спортивных целей. Это снова открыло поток поставок огнестрельного оружия в общины маори. В ноябре 1857 года полковник-лейтенант Виньярд написал письмо губернатору Брауну, выражавшее обеспокоенность тем, что этот закон допускал поставки племенам маори в количестве, далеко превышавшем их спортивные потребности. Он был встревожен возможностью того, что маори снова могли возобновить кровавые межплеменные войны с использованием «спортивного» оружия. Потатау Те Фероферо, первый «король маори», посетил британского губернатора и также заявил о своей обеспокоенности продажей большого количества оружия воинственным племенам. Воин маори, ветеран битвы при Оракау в «1864 году, заверил членов парламента, что маори собрали так много оружия, в течение многих лет защищая свои земли от соседних племён, а не для борьбы с европейцами. После земельных войн» правительство Новой Зеландии приняло поправки к «Закону об огнестрельном оружии» 1869 года, запрещавшие продажу оружия мятежным маори. Отныне за нарушение этого закона полагалось лишь одно наказание — смертная казнь.